# The Returners
The Returners – polski duet producentów hip-hopowych powstały w 2006 roku. W jego skład wchodzą Michał „DJ Chwiał” Chwiałkowski z Torunia i Michał „Little” Harmaciński z Włocławka. W 2006 roku ukazał się pierwszy materiał demo duetu. 14 września 2007 roku, ukazał się pierwszy singel Returners „Diffrent Places One Hip-Hop” wydany w Asfalt Records. W tym samym roku w internecie ukazał się ich mixtape Joining Forces. W 2008 wydali swój drugi singiel „Do You?”. 26 września 2008 roku, nakładem wytwórni Asfalt Records ukazał się wspólny album amerykańskiego rapera o pseudonimie El Da Sensei i duetu Returners, zatytułowany Global Takeover: The Beginning.
The Returners zostali sklasyfikowani na 6. miejscu w rankingu 20 najlepszych polskich producentów hip-hopowych według czasopisma Machina.

## Dyskografia
Albumy
| Global Takeover: The Beginning (oraz El Da Sensei) | - Data: 26 września 2008 - Wydawca: Asfalt Records | – |
| GT2: Nu World (oraz El Da Sensei)                  | - Data: 23 czerwca 2010 - Wydawca: Asfalt Records  | – |
| Logika gry (oraz Diox)                             | - Data: 18 kwietnia 2011 - Wydawca: Prosto         | 8 |
| Backstage (oraz Diox)                              | - Data: 14 maja 2012 - Wydawca: Prosto             | 3 |
| Nowa stara szkoła                                  | - Data: 13 maja 2016 - Wydawca: Prosto             | 5 |
| „–” pozycja nie była notowana.                     |                                                    |   |

Mixtape’y
| Tytuł          | Dane dot. albumu                                   |
| -------------- | -------------------------------------------------- |
| Nu Blend Order | - Data: 19 sierpnia 2010 - Wydawca: wydanie własne |

Minialbumy
| Tytuł                             | Dane dot. albumu                                         |
| --------------------------------- | -------------------------------------------------------- |
| The Money (oraz El Da Sensei)     | - Data: 27 października 2009 - Wydawca: Coalmine Records |
| Mount Crushmore (oraz Twin Peaks) | - Data: 31 października 2012 - Wydawca: JuNouMi Records  |

Single
| Tytuł                               | Rok  | Album             |
| ----------------------------------- | ---- | ----------------- |
| „Different Places One Hip-Hop”      | 2007 | –                 |
| „Do You?” (oraz Radio Rewers)       | 2008 | –                 |
| „Ready for War” /„What’s Going on?” | 2013 | –                 |
| „Kaiju” (gościnnie: WSRH)           | 2014 | Nowa stara szkoła |

Wyprodukowane utwory
| Album                                           | Rok  | Utwór | Źródło |
| ----------------------------------------------- | ---- | --- | ------ |
| Bekay – The Horror Flick                        | 2007 | produkcja utworu „I’m The Reason”                                                                                               | [ 17 ] |
| Baatin – Magic / Marvelous                      | 2007 | produkcja utworu „Magic (Returners Remix)”                                                                                      | [ 18 ] |
| O.S.T.R. – Ja tu tylko sprzątam                 | 2008 | produkcja utworu „Jestem tylko dzieckiem (Returners Remix)”                                                                     | [ 19 ] |
| Molesta Ewenement – Molesta i kumple            | 2008 | produkcja utworu „Nikt i nic”                                                                                                   | [ 20 ] |
| J the S – My Will                               | 2009 | produkcja utworu „My Thing” | [ 21 ] |
| O.S.T.R. – O.c.b.                               | 2009 | produkcja utworu „Bez zasięgu”                                                                                                  | [ 22 ] |
| Małpa – Kilka numerów o czymś                   | 2009 | produkcja utworów „Wszyscy kłamią” i „Nie byłem nigdy”                                                                          | [ 23 ] |
| Bekay – Hunger Pains                            | 2009 | produkcja utworu „Intro” | [ 24 ] |
| Ghettosocks – Treat of the Day                  | 2009 | produkcja utworu „Dreams of Hawaiian Sophie”                                                                                    | [ 25 ] |
| JuNouMi EP vol. 4                               | 2010 | produkcja utworu „Masz to, bierz to”                                                                                            | [ 26 ] |
| Pyskaty – Pysk w pysk (Edycja Specjalna)        | 2010 | produkcja utworów „Intro / Witaj w rzeźni”, „Postaw na mnie”, „Brudne myśli (Remix)” i „Bez granic”                             | [ 27 ] |
| Eldo – Zapiski z 1001 nocy                      | 2010 | produkcja całej płyty | [ 28 ] |
| Pezet/Małolat – Dziś w moim mieście             | 2010 | produkcja utworów „Pezet Malolat (Intro)” i „Nagapiłem się”                                                                     | [ 29 ] |
| HiFi Banda – 23:55                              | 2010 | produkcja utworów „Każdy dzień”, „Zarażeni”, „Warsaw Outdors”, „Nie śpię”, „Za późno by nawracać” i „Kontrawersja kontrowersji” | [ 30 ] |
| Fokus – Prewersje                               | 2011 | produkcja utworów „Nie da się”, „GPS” i „Cikiciki”                                                                              | [ 31 ] |
| Sokół & Marysia Starosta – Czysta brudna prawda | 2011 | remiks utworu „Sens życia” | [ 32 ] |
| Pyskaty – Pasja                                 | 2012 | produkcja utworu „Mówią o nim”                                                                                                  | [ 33 ] |

## Teledyski
| Tytuł                              | Rok  | Reżyseria    | Album             | Źródło |
| ---------------------------------- | ---- | ------------ | ----------------- | ------ |
| „Kaiju” (gościnnie: WSRH)          | 2014 | 4zero4       | Nowa stara szkoła | [ 34 ] |
| „Sekrety” (gościnnie: Małpa)       | 2016 | Splot Media  | Nowa stara szkoła | [ 35 ] |
| „Łajzo” (gościnnie: Gruby Mielzky) | 2016 | Smoła Studio | Nowa stara szkoła | [ 36 ] |